# 国際衛星識別符号
国際衛星識別符号（こくさいえいせいしきべつふごう、英：International Designator）は、COSPAR命名法、あるいはアメリカ合衆国では NSSDC ID という名称でも呼ばれている、人工衛星の国際的な慣習的命名法のひとつである。
この符号は打上げ年と、その年における3桁の打上げの一連番号と、その1回の打上により同時に複数の分離した部分が派生した場合は、各部分を識別するための最大3桁の一連ID符号から構成される。
一般に公開された衛星のみが命名される。いくつかの軍事衛星はカタログに掲載されず、通年の一連番号をつける上でもカウントされない。
例えば、1957-001A はスプートニク1号の打上げロケットであり1957-001B が本当のスプートニク1号衛星である。この番号は、それが1957年に打上げられたこと、その年の打上げ第1号であることを表している。別の例として、1990-037B はハッブル宇宙望遠鏡であり、それは1990年に世界で37番目に打上げられ、成功したということが分かる。1990-037A はミッションSTS-31で、ハッブル宇宙望遠鏡を宇宙に運んだスペースシャトル・ディスカバリーである。
失敗した打上げには標準の NSSDC ID は付与されない。それらはカタログには任意の名称で掲載される。例えば VAGSL1 は失敗した ヴァンガード SLV 1 のIDである。 
この命名システムは一般には、実在の国際機関である COSPAR にちなんで COSPAR システムとして知られてきた。この機関は1958年にハーバード大学のシステムに、最初にこの命名システムを組み込んだ。このシステムではギリシャ語の小文字を人工衛星を命名するのに用いていた。例えばスプートニク1号は 1957α と命名された。1963年に、数字を用いるように変更されたが、コンピューター化された照合を容易にするための遡及アプリケーションはすぐには実現できなかった。例えば4半期ごとに公表される TRW社のスペースログの1969年版では、1962年以前はギリシャ文字を用い、1963年以降は数字を用いている。
このカタログは、アメリカ航空宇宙局 (NASA) の一部門である 国立宇宙科学データセンター (NSSDC) により管理されている。